# ご主人さん&メイドさま
『ご主人さん&メイドさま』（ごしゅじんさんとめいどさま）は、榎木津無代による日本のライトノベル。イラストは双龍が担当。電撃文庫（アスキー・メディアワークス）より2010年2月から同年8月まで刊行された。第16回電撃小説大賞銀賞受賞作。

## あらすじ
変態メイドオタクの高校生・五秋陣が帰宅すると、メイド服を着た少女が待ち構えていた。メイドさまと名乗ったその少女は、10年前に交わした五秋のメイドになるという約束を果たすために五秋の家に現れた。五秋は喜ぶが、彼女はメイドの職務である家事全般を遂行せず、五秋の命令には態度が大きいと回し蹴りを浴びせる傲岸不遜な最悪メイドだった。しかし彼女は真のメイドのみ使う事を許される命努力の使い手であり、五秋は奇跡の力・護種神力を持っていた。

## 登場人物

### 主要人物
五秋 陣（ごしゅう じん）
本作品の主人公。メイド好きでオタクの高校2年生。16歳→17歳。身長約170cm。体重約60km。一人称は「俺」。「ぐへへ」と笑うのがクセ。MSS（メイド・さん・センサー）という能力を持っており、メイドに対してのみ発動する。普段から半裸癖があり、戦闘中にはパンツ一丁になってしまう。
感情が昂ぶると身の内に眠る「護種神力」が発動する。ちなみに、素質の高さゆえに幼少の頃から護種神力が使えていたが、無意識のうちだったこともあり、メイドさまに会うまで自分にそんな力があることをまったく自覚していなかった。
7歳の誕生日のお祝いにイギリス旅行へ行った時にメイドさまに一目惚れし、自分のメイドになることを約束した。
メイドさま
本作品のヒロイン。15→16歳。金髪のポニーテールとサファイア色の瞳が特徴の美少女。一人称は「余」。赤を基調としたミニスカタイプのメイド服を着ている。日本刀「豪崩死（ごほうし）」を所持しており、自分の事をメイドさまと公言する。家事を怠り、相手の態度が大きいと回し蹴りを浴びせる。長年に亘る鍛錬により五秋の護種神力に命努力が反応すると防衛本能が発動し反射的に抜刀してしまう。ミスター・メイドーという日本人の高名な抜けメイドを師匠とし、身分の高いメイドに相応しい命道を生き様としている。蝦夷の剣術であるメイド流氣功剣術「鳴穹璽絶刀流」の使い手で、免許総伝まで極めているほどの達人。
本名は「アレクサンドリカ・エリザベス・ピョン・ヴィクトリーナ」で神聖イギリスッス王国第三王女である。親しい人からは「エリザ」と呼ばれている。幼少期は泣き虫で気が弱く、王位継承権を巡っての利権争いで満ち溢れた王宮内でイジメられて育った。
ぐぐる
五秋家に送られてきた荷物に入っていたジト目のロボットメイド。青色と銀色が合わさったような色彩のツインテールが特徴の10歳くらいの少女。一人称は「ワタシ」。尾骶骨の辺りから尻尾のように黒い出し戻し可能なプラグコードのぷらぐしっぽ、頭には生体反応を探知することができるメイドカチューシャセンサーを付けている。正式名称は「戦闘特化型ストライプパンツ式ロボットメイド・タイプ露リ【smp-001】」。だが、呼びづらいため「ぐぐる」と呼ぶことになった。戦闘特化型であるため戦闘に必要ない機能がうまく使えず声を出さない。そのため会話はメールによって行い、メカミミの先端についたアンテナが揺れるのを合図にメールが受信される。
その正体はラスプー・チンチコが対M4戦を想定して開発した脱衣兵器。疑似命努力を生み出すツインテールドライブによって量産型を遥かに凌駕する高機動・高出力・重装甲を実現したが、同時に自我が強くなり命令に疑問を持つようになった。総理を全裸化及び拉致するために首相官邸に送られたが、配送業者のミスにより五秋の家に届けられた。ラスプー・チンチコによってシマパンガーZダムに取り込まれ補助エネルギーにされたが、五秋に助けられて五秋家で暮らすことになった。

### 大日本ポン帝国
一原 詠子（いちはら えいこ）
五秋の通う高校に転入してきた黒髪の少女。一人称は「わたくし」。メガネをかけた美少女で右目の下にほくろがある。笑い声は「ふふふ」。メイド組織「大日本家政婦協会」の諜報強襲侍女部隊隊長であり、巫女メイド五人衆の一人。日本最大手の電機メーカー・一原電機の令嬢でもある。メイド時の服装は、白衣にミニスカート風の緋色の袴を身に着けた「巫女メイド」となる。武器はヒヒイロカネミスリルカーボンナノチューブ繊維製の祓い棒「滅四鳳絞（めっしほうこう）」を用いる。命努力を込めることで4条の紙垂を硬質な剣に形態を変えることができる。伸縮・屈折は意のままで、遠隔操作で縦横無尽に動き回る。
大日本ポン帝国天帝と内閣征夷大総理の命により、アレクサンドリカ王女（メイドさま）をイギリスッス王国へ連れ戻すために五秋に近付いた。後に国家命令で五秋の監視（名目上は護衛）の任に就く。
桜条 沙天（おじょう さあま）
五秋の隣の家に住む幼馴染。中学二年生。テニス部所属。身長約150cm。一人称は「あたし」。
気が強く、五秋のボケやセクハラに対してテニスボールをぶつけることで突っ込みをいれる。家事全般が得意で、いつも五秋の家の掃除と洗濯をしているが、お菓子以外の料理は壊滅的。人生の負け組が確定した五秋の唯一の勝ち組要素である。
高木 伊集院（たかぎ いじゅういん）
五秋の親友でクラスメイト。彼とは義兄弟の杯を交わしているメイドオタク。16歳→17歳。おばちゃんのような天然パーマで太っており、メイドさまからは「肉の者」と呼ばれている。普段からサングラスをかけており、そのサングラスにはGPS機能と録画機能がついている。「ぶへへ」と笑うのがクセ。
五秋と同じく護種神力の才能があり、無意識にその力を発現させている。
五秋 仁（ごしゅう ひとし）
陣の父親。超パワーの使い手。麻山総理と旧知の中であり、極秘の勅命の遂行のために妻とともに世界中を飛び回っている。陣と同じくメイド好きであり、麻山総理曰く、陣の容姿は父親似。
五秋 塵火（ごしゅう じんか）
陣の母親。超パワーの使い手。麻山総理曰く、陣のデタラメさは母親譲り。
麻小和泉守山 兼定右衛門尉上総介（あさこいずみのかみやま かねさだうえもんのじょうかずさのすけ）
第333代大日本ポン帝国内閣征夷大総理。天帝に次ぐ日本のナンバー2であり、実質的な政治・軍事の指導者。年齢は40歳前後。余りにも名前が長いため国民からは「麻山総理」や「総理将軍」と呼ばれている。小柄ながら屈強な体格の持ち主でべらんめえ口調で話す。一人称は「己等（オイラ）」。仁とは腐れ縁の友人。護種神力の使い手。
的沢 幸漏（まとざわ ゆきろう）
衆議院議員。エイリアン顔で年は初老。世襲のためよく分からないうちに党内の実力者になった。違法献金や横領した税金で私物を購入している。自分だけが陰でこっそりと二次元の美少女キャラクターを愛でるという目的のために、猥褻な二次元を規制する法案を幾度となくを国会に提出しているが、総理に表現の自由を理由に幾度も反対されている。護種神力の使い手を見つけ出すためにラスプー・チンチコにより送り込まれたロボメイド【rsg-008】に全裸化された。
天帝
帝居の奥深くで帝室近衛十二単メイドに護られている。護種神力の使い手。天帝の護種神力が生み出す超パワーバリアの張られているため、日本は世界で最もテロが起こりにくい国となっている。
ラスプー・チンチコ
日本を始め世界各国で猥褻行為を繰り返し、指名手配されている国際猥褻テロリスト。常に毛皮のコート、マフラー、手袋などの防寒装備で身を固め、縞柄パンツを覆面のように顔にかぶっている。一人称は「我輩」。語尾に「ラス」や「ラ～ス」をつけて喋る。笑い声は「プーチンチン」。
逃亡の末にオッソロシアに亡命し疑似命努力発生装置を開発。その才能を買われ女帝から脱衣兵器局の開発顧問に任命されたが、女帝との確執が原因で反乱し脱走した。日本への復讐を果たし、世界中の美少女を裸にして縞柄パンツを穿かせるという大いなる最終目標を成し遂げるために、護種神力級の超エネルギーを手に入れ、シマパンガーZダムを機動させる。しかし五秋に破壊され、刑務所に投獄された。
本名は「一原 終人（いちはら らすと）」で詠子の兄。昭和生まれの30歳。一原電機の御曹司だが自社製品をすべて縞柄パンツの形にしようとしたためリストラになり無職になった。素顔はイケメンだが童貞である。
どす子
諜報強襲侍女部隊に所属する新人の関取メイド。推定体重200kg。腰にマワシをつけ胸を両手で隠している。高木の護衛に付く。声は相撲取りらしく低音で、「どすすす」と笑う。
西村（にしむら）
五秋の通う学校一のモテ男。茶髪で爽やかな容姿で、取り巻きを従えている。学校に来たメイドさまのメイド服に触ろうとしたため、蹴り飛ばされた。

### 神聖イギリスッス王国
ウィリアムズ・エヴァリンス
ナルシストな神聖イギリスッス王国の貴族。ウェーブのかかったブロンドヘアと緑の瞳が特徴。王族の次に権力を持つエヴァリンス公爵家の当主であり、メイドさまの許嫁。容姿端麗で頭脳明晰だが、常に平民を愚民と見下す貴族主義な性格。メアリー・マリーの主人だが、ほかにも多数のメイドを従えている。
王族になるためにメイドさまと何が何でも結婚しようとし、イギリスに無理やり連れ戻そうとする。五秋に阻まれるも圧倒的な護種神力でねじ伏せてメイドさまを奪還し、自家専用機に乗ってイギリスへ発する。そこへ、五秋がメイドさまを取り戻そうと現れ、再び戦闘になる。初めは押されていたが、次第に押し返し始める。しかし、一気に護種神力を爆発させた五秋のラッシュを喰らい敗北し、女王により結婚を白紙に戻された。
護種神力の扱いにかけては優秀であり、英国トップクラス。一時ではあるが女王から教えを受けていた。「女王の砲台（クイーンズ・キャノン）」の異名をとり、「ご主人砲（マスターキャノン）」を使うことができる。
メアリー・マリー
ウィリアムズ専属メイドにして、王国中のメイドが加盟する「英国メイド連合」の「M4（英国メイド四天王）」の一人。鋼色の髪と榛色の瞳が特徴の美少女。戦闘力は高いものの、鞭で快感を覚えてしまうドMである。武器は身の丈ほどもある両刃の大剣「ツクスカリバー」で、MSA（メイド・ソード・アーツ）という技を使う。敵の攻撃を受ければ受けるほど強くなる、通称「ドM能力」という特殊能力を持つ。
メイドさまとはメイド教練学校の同期生で、互いに仲が悪い。
女王
メイドさまの母親。金色の髪とサファイア色の瞳が特徴。護種神力で幼い外見を保ち続けているため幼女のような見た目をしている。頭には王冠であるネコミミバンドを戴いており、語尾に「にゃ」を付けて話す。
メイドさまが主と選んだ五秋にその器があるか見極めるため来日し、護種神力によって白猫に変化し観察していた。五秋とメイドさまの決意が固いことを知り、女王権限でウィリアムとの結婚を解消した。

### 帝政オッソロシア
エカチェリーヌ・ピュピュピュートル・スターリンリン2世
クレムリン大宮殿で暮らす帝政オッソロシアを統べる女帝。壮麗な銀色の髪とクリスタルのように透き通った瞳が特徴の少女。頭には王冠であるウサミミバンドを戴いており、語尾に「ウサ」を付けて話す。
若くして帝位についたため、珍しい外国の要人が訪れると普段遊べない鬱憤を晴らすかのように遊びの誘いを持ちかける。

## 用語
MSS（メイド・さん・センサー）
超高速演算メイドさん解析システム。五秋の特技の一つで、彼の意思とは無関係にメイドを認識できる。五秋の脳容量の99%を占めている。
五秋勢力（ごしゅうせいりょく）
人間として最底辺に位置する五秋のことを神と崇めることで精神の安定を図ろうという理念のもとに結成された非モテ集団。構成員は全学年全クラスに存在する。
護種神力（ごしゅじんりょく）
選ばし才ある主君のみが扱うことができる奇跡の力で生命エネルギー。使用には高い先天的素養が必要であり、努力によって扱うことが出来るということではない。護種神力が尽き果てると人体が体内エネルギーの変動に耐えきれず爆死する。真に極めた者なら生体変化も容易くすることができる。その使い手は超主と呼ばれ、一国に5人といないといわれている。
命努力（めいどりょく）
メイドが体内より練り出す超パワーで魂の生命エネルギー。命を賭した努力によって会得でき、その使い手は超メイドと呼ばれている。自在に駆使するメイドは美しく、より強いメイドはより美しいとされる。各国の軍やメイド組織に所属するメイドは命努力を扱うことができて一人前となる。メイド服を着ていないと扱うことが出来ないが、長年使い続けた物には命努力が宿る。また命努力が尽きてもメイド服さえあれば生命活動を維持することができる。
疑似命努力（ぎじめいどりょく）
ラスプー・チンチコが開発した装置により人工的に生み出された命努力。オッソロシアのメイド組織「最強メイド露ボ軍団」のロボットメイドは疑似命努力を使って製造されている。
ご主人砲（マスターキャノン）
護種神力を体外で収束させ放つエネルギービーム。
シマパンガーZダム
オッソロシアが数年前に開発を進めていたが起動のためのエネルギーの効率が悪く、莫大すぎる開発予算と非人道的なまでの戦闘能力から危険と判断され開発が中止になった対超主用の超巨大人型機動兵器を、ラスプー・チンチコが日本で密かに開発を進めていた脱戮兵器。全高100m、総重量500tを超えるロボットメイド。起動には莫大な護種神力級の圧倒的なエネルギーが必要であり、高木の護種神力によって起動した。ご主人砲を両眼から照射し全裸化する。ロボットメイドを機体内に取り込み、そのエネルギーを吸収できる特殊機構「丸呑みフュージョン」を有する。

## 既刊一覧
- 榎木津無代（著）・双龍（イラスト） 『ご主人さん&メイドさま』 アスキー・メディアワークス〈電撃文庫〉、全2巻
  1. 「父さん母さん、ウチのメイドは頭が高いと怒ります」2010年2月10日初版発行（同日発売[2]）、ISBN 978-4-04-868325-8
  2. 「父さん母さん、ロボットメイドはしまぱんです」2010年8月10日初版発行（同日発売[3]）、ISBN 978-4-04-868777-5